# Tjålmakjauratj (Arvidsjaurs socken)
Tjålmakjauratj är en sjö i Arvidsjaurs kommun i Lappland och ingår i Piteälvens huvudavrinningsområde. Sjön har en area på 0,202 kvadratkilometer och ligger 337,2 meter över havet. Sjön avvattnas av vattendraget Åssjejauratj-jåkkå.

## Delavrinningsområde
Tjålmakjauratj ingår i det delavrinningsområde (732286-165196) som SMHI kallar för Mynnar i Malmesjaure. Medelhöjden är 416 meter över havet och ytan är 21,84 kvadratkilometer. Det finns inga avrinningsområden uppströms utan avrinningsområdet är högsta punkten. Åssjejauratj-jåkkå som avvattnar avrinningsområdet har biflödesordning 3, vilket innebär att vattnet flödar genom totalt 3 vattendrag innan det når havet efter 165 kilometer. Avrinningsområdet består mestadels av skog (83 procent) och sankmarker (15 procent). Avrinningsområdet har 0,56 kvadratkilometer vattenytor vilket ger det en sjöprocent på 2,6 procent.